# تشم بوش (مقاطعة تشرداول)
تشم بوش (بالفارسية: چم پوش) هي قرية تقع في قسم بيجنوند الريفي (مقاطعة تشرداول) في إيران. يقدر عدد سكانها بـ 57 نسمة .